# Microcosmos (filme)
Microcosmos: Le peuple de l'herbe (bra/prt: Microcosmos) é um filme documental realizado por Claude Nuridsany e Marie Pérennou.